# 奥波尼茨
奥波尼茨是奥地利下奥地利州阿姆施泰滕县的一个市镇。总面积39.67平方公里，总人口1021人，人口密度25.7人/平方公里（2005年）。